# Шелби (Мисисипи)
Шелби (енгл. Shelby) град је у америчкој савезној држави Мисисипи.

## Демографија
По попису из 2010. године број становника је 2.229, што је 697 (-23,8%) становника мање него 2000. године.
| Група             | 2000.         | 2010.         |
| Белци             | 232 (7,9%)    | 105 (4,7%)    |
| Афроамериканци    | 2.665 (91,1%) | 2.113 (94,8%) |
| Азијати           | 3 (0,1%)      | 0 (0,0%)      |
| Хиспаноамериканци | 29 (1,0%)     | 17 (0,8%)     |
| Укупно            | 2.926         | 2.229         |